# Rów Minikowski
Rów Minikowski – struga w całości znajdująca się w obszarze administracyjnym Poznania, prawostronny dopływ Starynki.

## Przebieg
Struga ma źródło na terenach leśnych, na południe od ul. Zaklikowskiej w Poznaniu, na północ od obszaru lotniska wojskowego w Krzesinach. Początkowo, na krótkim odcinku płynie ku północy, a potem zwraca się na zachód i w tym kierunku płynie aż do ujścia. Po drodze przepływa pod ulicą Ożarowską i przy ogrodach działkowych Marlewo.

## Przyroda
Struga i część jej zlewni jest cenna przyrodniczo i stanowiła użytek ekologiczny Rów Minikowski, powołany na mocy miejscowego planu ogólnego zagospodarowania przestrzennego miasta Poznania, uchwałą Rady Miejskiej Poznania nr X/58/II/94 z 6 grudnia 1994 (później zlikwidowany). Użytek miał powierzchnię 37 hektarów. Aktualnie tereny te znajdują się ponownie na liście projektowanych użytków ekologicznych.